# Galsania dichaeta
Galsania dichaeta är en tvåvingeart som beskrevs av Richter 1993. Galsania dichaeta ingår i släktet Galsania och familjen parasitflugor. Inga underarter finns listade i Catalogue of Life.